# Mesocyclops paludosus
Mesocyclops paludosus is een eenoogkreeftjessoort uit de familie van de Cyclopidae. De wetenschappelijke naam van de soort is voor het eerst geldig gepubliceerd in 1956 door Lindberg.